# Dicranomyia (Dicranomyia) commina
Dicranomyia (Dicranomyia) commina is een tweevleugelige uit de familie steltmuggen (Limoniidae). De soort komt voor in het Neotropisch gebied.